# 1314
Évszázadok: 13. század – 14. század – 15. század
Évtizedek: 1260-as évek – 1270-es évek – 1280-as évek – 1290-es évek – 1300-as évek – 1310-es évek – 1320-as évek – 1330-as évek – 1340-es évek – 1350-es évek – 1360-as évek
Évek: 1309 – 1310 – 1311 – 1312 –  1313 – 1314 – 1315 – 1316 – 1317 – 1318 – 1319

## Események
- Csák Máté Habsburg szövetségben betör Morvaországba, viszonzásul a cseh király serege Holics várát ostromolja. Mire a felek békét kötnek Károly Róbert serege visszafoglalja Csák Mátétól Visegrád várát. Csák Máté ereje megtörik, elérkezik a kedvező időszak az oligarchák felszámolására.
- június 24. – A bannockburni csata. A Robert Bruce vezette skót sereg legyőzi II. Eduárd angol király seregét. Skócia visszanyeri függetlenségét.
- november 25. – IV. Lajost német királlyá választják.
- november 25. – III. Frigyes osztrák herceg német királlyá választása.
- november 29. – X. Lajos francia király trónra lépése Franciaországban.
- Elkészül az első világtérkép, amely a Bibliával összhangban Jeruzsálemet ábrázolja a világ középpontjának.

## Születések
- III. Valdemár dán király

## Halálozások
- március 18. – Jacques de Molay, a Templomos lovagrend utolsó nagymestere
- április 20. – V. Kelemen pápa[1]
- november 29. – IV. Fülöp francia király[2] (* 1268)